# Metaphreatoicus lacustris
Metaphreatoicus lacustris is een pissebed uit de familie Phreatoicidae. De wetenschappelijke naam van de soort is voor het eerst geldig gepubliceerd in 1944 door Nicholls.